# Štrumpfovi
Štrumpfovi (fr. les Schtroumpfs, engl. the Smurfs) izmišljena su mala bića plave boje, koja žive u kućama od gljiva po imenu gigagljive negdje u nekoj šumi u Europi.

## Povijest
Izmislio ih je belgijski crtač stripova Peyo. On je crtao stripove za belgijski magazin Spirou. Peyo je bio Valonac (južni dio Belgije u kojoj se govori francuskim jezikom). Ideja za riječ štrumf (francuski Schtroumpf) došla je Peyu kad je ručao na belgijskoj obali s kolegom i prijateljem Andréom Franquinom. Peyo je želio zamoliti prijatelja da mu doda soljenku, no nije se mogao sjetiti riječi za nju. Stoga je rekao: "Passe-moi... le schtroumpf!" ("Dodaj mi... štrumf!"). Franquin mu je dodao soljenku i u šali rekao: "Evo ti štrumf, a kad završiš sa štrumfiranjem, vrati mi štrumf!" Ostatak toga vikenda njih su dvojica proveli šaleći se s riječju štrumf i njenim izvedenicama. To je o etimologiji riječi štrumf ispričao sam autor Štrumfova. Mnogi danas misle da je riječ štrumf nastala od njemačke riječi za čarapu (der Strumpf), ali za to nema dokaza. Dapače, u Njemačkoj je naziv za Štrumfove – die Schlümpfe. Dakle, ime Štrumfovi zapravo nema neko smisleno značenje, nego je plod iznenadnog nadahnuća autora.
Godine 1958. (23. listopada) Peyo je novoizmišljeno ime (les Schtroumpfs) upotrijebio za male plave likove u stripu koji je u to vrijeme radio. Radilo se o stripu "Johan et Pirlouit", srednjovjekovnoj fantastičnoj priči o glavnom junaku Johanu i njegovom patuljastom pomoćniku Pirlouitu. Ti junaci naiđu na male plave likove imena les Schtroumpfs. Dakle, Štrumfovi ispočetka nisu imali vlastiti strip nego su se pojavili kao epizodni likovi. Međutim, njihovo je pojavljivanje bio veliki uspjeh, pa je Peyo uskoro napravio i zasebni strip posvećen samo njima. Poslije je napravljen crtani film, serija, dugometražni animirani filma i dva igrano-animirana filma. Napravljene su i dvije igrice Štrumpfovi, Štrumpfovi 2 i mnogobrojne igrice na internetu.

## Likovi
Glavni neprijatelj Štrumpfova je Gargamel sa svojim mačkom Azrijelom. Vođa plavih stvorenja je Papa Štrumpf inače čarobnjak, a jedini je ženski lik među Štrumpfovima plavuša Štrumpfeta.
Štrumpfovi su imena dobili po svojim osobnostima ili po poslovima kojim se bave.
Štrumpfovi:
- Svirko – eng. Harmony
- Divlji – eng. Wild
- Medeni – eng. Vanity
- Lumen – eng. Brainy
- Mrgud –  eng. Grouchy
- Papa Štrumpf – eng. Papa Smurf
- Pjesnik – eng. Poet
- Harma – eng. Harmony
- Štrumpfeta – eng. Smurfette
- Štrumpfica – eng. Sassette
- Štrumpfić – eng. Baby Smurf
- Trapavi – eng. Clumsy
- Vicko – eng. Jokey
- Hrga – eng.Hefty
- Majstor – eng.Handy
- Pra papa – eng. Pope Monitoring
- Farmer – eng. Farmer
- Kralj Štrumpf – eng. King Smurf
- Mazalo
- Klop
- Rudar štrumpf

Ostali likovi:
- Agata – eng. Hogatha – vještica koja je gotovo pa ženska verzija Gargamela;
- Azrijel – eng. Azrael – Gargamelov mačak
- Baltazar – eng. Balthazar – Gargamelov kum
- Gargamel – zli čarobnjak
- Majka Priroda i Otac Vrijeme – eng. Mother Nature and Father Time
- Orijaško – proždrljivi div
- Jura – div
- Johan – vitez
- Pivit – kraljev zabavljač
- Homnibus – čarobnjak

## Karakteristike Štrumpfova
Fizički opis
Štrumf je visok tri jabuke, plave boje kože, ima repić. Nosi bijele hlače do pasa s rupicom za repić i bijelu kapicu sličnu frigijskoj kapi. Pojedini Štrumpfovi imaju dodatke koji ih identificiraju (Majstor nosi radničke klase, čekić, olovku iza uha; Mazalo ima crveni kaputić, paletu i kist; Hrga ima tetovirano crveno srce na desnoj ruci; Harma ima trubu; Lumen naočale; Pjesnik pero i list papira; Vicko poklon; Medeni ima cvijet na kapi i nosi ogledalce).
Ne zna se imaju li Štrumpfovi kosu (u jednoj je epizodu Papa Šrtumpfu zbog eksplozije odletjela kapa i otkrila ćelavu glavu, no to se može povezati s činjenicom da je jako star, 1958. je napunio 542 godina).
Papa Štrumpf  ima crvenu kapicu, crvene hlače, bijelu bradu i bijele obrve.
Štrumpfeta  ima dugu plavu kosu. Obučena je u bijelu haljinu, ima bijelu kapicu i bijele cipele na petu.
Osobine
Štrumpfovi su dobra bića. Svatko radi što najbolje zna i uzima koliko mu je potrebno. Svi imaju koristi od pojedinačnih talenata Štrumpfova (Majstor svima sve popravlja, Klop kuha.). Vole pomagati svim šumskim stanovnicima. Uvijek nadmudre predstavnike zlih sila. Njihova imena govore o naravi koju imaju (Mrgud je stalno mrzovoljan. Lijeni je stalno pospan, Lumen sve zna…).

## Jezik Štrumpfova
Štrumpfovi imaju svoj jezik. On nastaje uklapanjem riječi štrumpf u tvorbeni sustav hrvatskoga jezika (i svih drugih jezika). Riječi štrumpf spaja se s nastavkom za tvorbu glagola (štrumpfati), pridjeva (štrumpfni); ili se štrump spaja s imenicom (štrumpfbobice, štrumpfselo, štrumpfomuka, štrumpfokolačić); ili se riječi štrumpf dodaju prefiksi (poštrumpfati, naštrumpfati); ili nove riječi tvore da postojećoj riječi uzmu neke slogove i daodaju im riječ šrtumf (štrumpfgoda, štrumpfator, štrumpfastično, apsoštrumpfno). Tako se stvorene riječi konjugiraju (štrumpfoludim, odštrumpfamo, odštrumpfaj) kompariraju (najštrufovitiji miris); pojavljuju se u poslovicama (Bolje da ja nešto odštrumpfam za crne dane. Jednom Štrumf, zauvijek Štrumpf), frazama (Štrumpfa mi! As ti ga Šrtumpf! Spašajav goli Štrump! Koji je to Štrump?), uzvicima (aštrumpf! (apćiha!) A sad – Štrumpf!  (A sad – crta!)), imenuju svijet oko sebe (štrumpfni list, štrumpfni cvijet). Također tvore i inačice svoga imena: Štrumpfači, Štrumpfonje.
Iako takvom tvorbom nastaje mnogo homonima, zahvaljujući kontekstu mala je opasnost od nerazumijevanja i zabune. Npr.imperativ glagola naštrumpfati: Naštrumpfaj sliku za mene./Našrtumpfaj mi pekmez na kruh./Naštrumpfaj mi kolača./Naštrumpfaj mi soka od štrumpfbobica. Ipak postoje primjeri u kojima je semantika nejasna: Je li ti se svidjelo štrumpfanje s Papa Štrumpfom u Š(š)trumpfu? Proslava štrumpfnog Štrumpfa.
Dodatno je jezično okarakteriziran Štrumpf Mazalo. On je slikar, nosi crveni kaputić i crnu mašnu ispod vrata, a od ostalih se Štrumpfova razlikuje i govorom. Njegov govor ima francuski naglasak i često u njega ubacuje francuske fraze (Qu'est-ce que c'este? O mon Dieu!) te neke riječi tvori umećući l' (l'zvijer, l'glumatalo)

## Početak epizoda
Televizijske epizode Štrumpfova počinjale su tekstom:
„Nekoć davno postojala je šumica u kojoj su u svom tajnom naselju živjela malena stvorenja, a zvali su se Štrumpfovi. I bili su dobri. A bio je tu i Gargamel, zli čarobnjak. On je bio zao. (Gargamel viče: 'Kako mrzim Štrumpfove, pohvatat ću ja vas, pohvatat ću vas pa bilo mi to zadnje što ću učiniti u životu, ihahahaha.' 'Kuku si ga vama!')
Dakle, šuma je još uvijek tamo i ako oslušnete, čut ćete bijesan Gargamelov glas (Gargamel viče: 'Pohvatat ću ja vas. Naći ću vaše tajno selo!'), a ako ste dobri možda načas ugledate i Štrumpfove.“

## Zanimljivosti
- Štrumpfovi vole jesti lišće sarsaparilla čije su bobice nazvali štrumpfbobice; u stripu se jeli samo lišće, a u crtiću bobice
- originalno je bilo 99 Štrumpfova, ali broj raste kako se pojavljuju nove osobine (npr. Eko Štrumpf)
- u početku su svi Štrumpovi bili muškog roda, poslije dolazi Štrumpfeta (koju je stvorio Gargamel) i Štrumpfica (koju su stvorili Štrumpfovi da pravi društvo Štrumpfeti)
- najdublja jama u Nacionalnom parku Risnjak zove se Štrumpfova jama (-196 m) te se ubraja u deset najdubljih jama u Primorsko-goranskoj županiji.